# Fundação Alexander von Humboldt
A Fundação Alexander von Humboldt (em alemão a Alexander von Humboldt-Stiftung ou simplesmente Humboldt-Stiftung) é uma instituição pública sem fins lucrativos, actualmente com sede na cidade de Bona (ou Bonn), República Federal da Alemanha, que tem como objectivo estatutário o fomento da investigação científica internacional. A fundação financia a estadia na Alemanha de cientistas e investigadores estrangeiros e o trabalho colaborativo de equipas científicas alemãs e estrangeiras fomentando o intercâmbio científico e cultural. A Humboldt-Stiftung é a herdeira directa da Alexander von Humboldt-Stiftung fundada em Berlim, no ano de 1860, logo após a morte do cientista que lhe deu o nome. A fundação original extinguiu-se em 1923, vítima da hiperinflação que devastou a economia alemã da época, mas foi refundada em 1925, apenas para se extinguir novamente em 1945, desta feita vitimada pela queda do III Reich. A sua terceira encarnação surgiu a 1 de Abril de 1953, em Bona, então a capital da Alemanha Ocidental, retomando a sua missão anterior e mantendo-a até ao presente.

## História institucional
Durante a sua primeira fase (de 1860 a 1923) a fundação dedicou-se essencialmente ao financiamento de viagens de exploração científica realizadas no estrangeiro por investigadores alemães.
Em resultado da perda de capital que resultou da grande crise inflacionária da década de 1920 e da sua consequente extinção, a primitiva Fundação deixou de poder operar. Contudo, aproveitando o prestígio que esta havia conquistado, em 1925 o Ministério das Relações Exteriores da Alemanha (Auswärtigen Amtes) procedeu à sua recriação, então tendo como missão o financiamento de investigadores e doutorandos estrangeiros que pretendessem realizar estudos na Alemanha.
Esta missão de projecção da influência alemã na esfera científica internacional foi incrementada durante a fase ascensional do III Reich, mas levou à extinção da Fundação com a destruição da estrutura governativa que resultou da queda daquele regime.
Refundada em Bona (Bonn) a 1 de Abril de 1953 como parte da reconstituição do Ministério Federal das Relações Exteriores da então Alemanha Ocidental, a Fundação retomou a sua actividade já tendo apoiadao mais de 20.000 cientista repartidos por cerca de 130 países. 
Actualmente, o apoio providenciado pela Humboldt-Stiftung destina-se a cientistas estrangeiros, na sua maioria jovens estagiários ou doutorandos em instituições alemãs, de qualquer especialidade. A instituição empenha-se na criação de grupos de investigação colaborativa, ligando os seus bolseiros com cientistas e instituições de investigação na Alemanha, tendo conseguido construir uma activa rede de contactos que liga a Alemanha a quase todos os países e territórios. 
Desde a sua reconstituição em 1953 a Fundação Alexander von Humboldt teve como presidentes cientistas de nomeada, na sua maioria laureados com o Prémio Nobel: o Nobel da Física Werner Heisenberg (1953–1975); o Nobel da Medicina Feodor Lynen (1975–1979); o Nobel da Física Wolfgang Paul (1979–1989); o eminente físico Reimar Lüst (1989–1999); e o especialista em Literatura Wolfgang Frühwald (desde 1999).
A fundação tem actualmente a sua sede em Bonn-Bad Godesberg.